# Габріела Транья

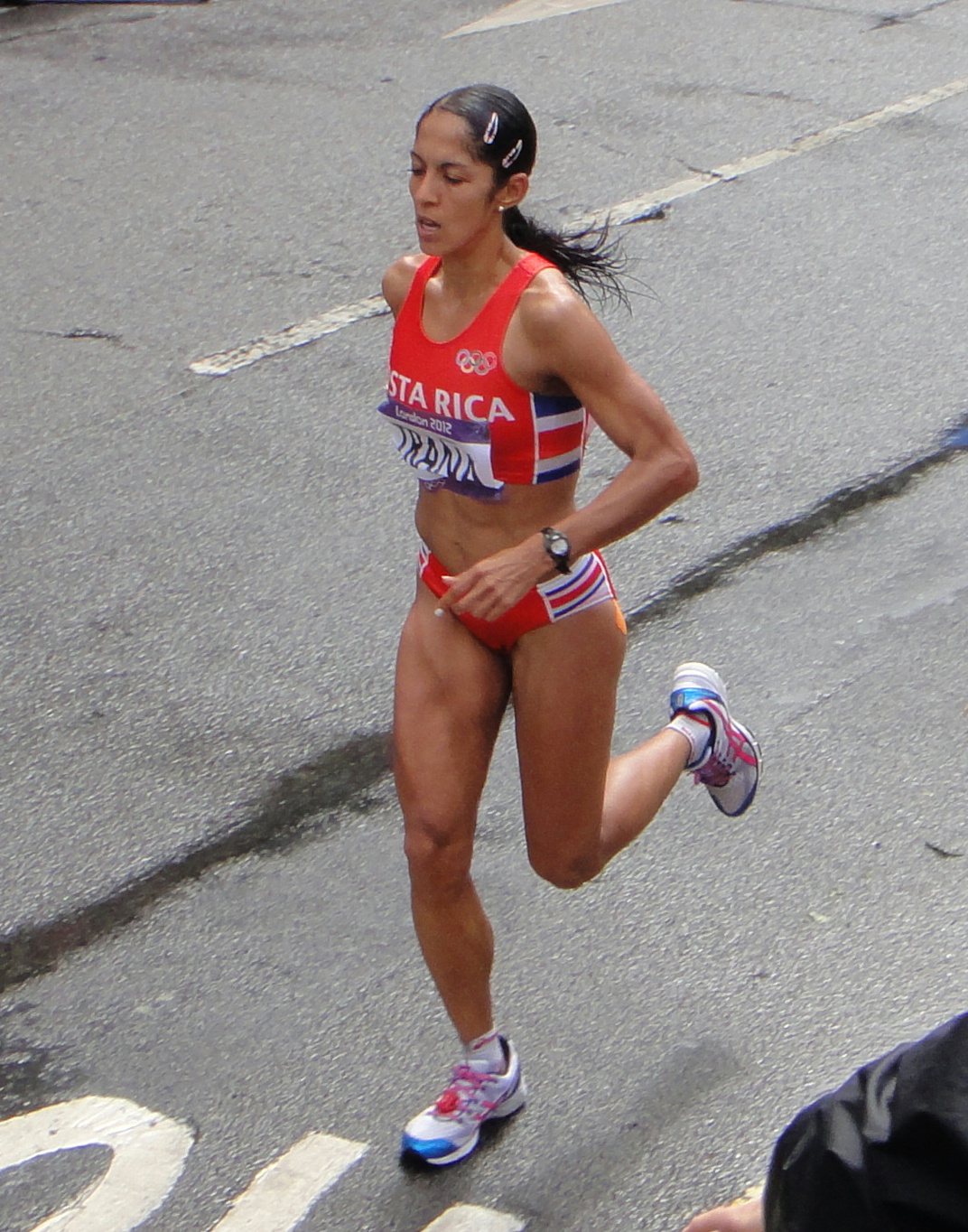
Габріела Транья

Габріела Транья (нар. 3 березня 1980, Алахуела) — коста-риканська бігунка на довгі дистанції.